# لوئی دو رووروی دو سن‌سیمون
لوئی دو رووروی، دوک سن‌سیمون (به فرانسوی: Louis de Rouvroy, duc de Saint-Simon) نویسنده قرن هفدهم میلادی اهل فرانسه است.